# Galium leiocarpum
Galium leiocarpum är en måreväxtart som beskrevs av I.Thomps.. Galium leiocarpum ingår i släktet måror, och familjen måreväxter. Inga underarter finns listade i Catalogue of Life.